# Laís Villela
Laís Villela (São Paulo, 20 de janeiro de 2008) é uma atriz brasileira conhecida por interpretar a personagem Marina no filme "Turma da Mônica: Lições"
No teatro, Laís atuou em espetáculos acadêmicos como Annie e A Megera Domada

## Filmografia

### Televisão
| Ano  | Título                    | Personagem |
| ---- | ------------------------- | ---------- |
| 2022 | Turma da Mônica - A Série | Marina     |

### Cinema
| Ano  | Título                  | Personagem |
| ---- | ----------------------- | ---------- |
| 2021 | Turma da Mônica: Lições | Marina     |

### Teatro
| Ano  | Título          | Personagem |
| ---- | --------------- | ---------- |
| 2019 | A Megera Domada | Albertina  |
| 2020 | Annie           | Annie      |